# Tungvikt i fristil för herrar i brottning vid olympiska sommarspelen 2004
Herrarnas brottningsturnering i fristil i viktklassen tungvikt vid olympiska sommarspelen 2008 avgjordes den 28-29 augusti i Aten i Ano Liossia Olympic Hall. 

## Medaljörer
| Klass    | Guld                             | Silver                         | Brons                  |
| Tungvikt | Chadzjimurat Gatsalov · Ryssland | Magomed Ibragimov · Uzbekistan | Alireza Heidari · Iran |

## Resultat

### Förkortningar
- EF — Vinst genom förverkande, förloraren ej plancerad
- E2 — Båda brottarna diskvalificerade för brott mot reglerna
- EV — Diskvalifikation från samtliga tävlingar för brott mot reglerna
- EX — 3 varningar eller brott mot reglerna
- PA — Skada/uteblivande
- PO — Vinst efter poäng, förloraren utan teknik-poäng
- PP — Vinst efter poäng, förloraren med teknik-poäng
- SP — Teknisk överlägsenhet, 10 poängs skillnad, förloraren hade poäng
- ST — Teknisk överlägsenhet, 10 poängs skillnad, förloraren utan poäng
- TO — Vinst efter fall
- KP — Klassificeringspoäng
- TP — Tekniska poäng

### Utslagningsronder

#### Grupp 1
| Tävlande                  | Spelade | Vunna | Förlorade | KP | TP |
| ------------------------- | ------- | ----- | --------- | -- | -- |
| Wang Yuanyuan (CHN)       | 2       | 1     | 1         | 4  | 5  |
| Peter Pecha (SVK)         | 2       | 1     | 1         | 4  | 5  |
| Alexandros Laliotis (GRE) | 2       | 1     | 1         | 4  | 4  |

|                           | Poäng |                           | KP     |
| ------------------------- | ----- | ------------------------- | ------ |
| Wang Yuanyuan (CHN)       | 2–3   | Alexandros Laliotis (GRE) | 1–3 PP |
| Peter Pecha (SVK)         | 1–3   | Wang Yuanyuan (CHN)       | 1–3 PP |
| Alexandros Laliotis (GRE) | 1–4   | Peter Pecha (SVK)         | 1–3 PP |

#### Grupp 2
| Tävlande                 | Spelade | Vunna | Förlorade | KP | TP |
| ------------------------ | ------- | ----- | --------- | -- | -- |
| Magomed Ibragimov (UZB)  | 2       | 2     | 0         | 6  | 7  |
| Aleksey Krupnyakov (KGZ) | 2       | 1     | 1         | 3  | 3  |
| Krasimir Kochev (BUL)    | 2       | 0     | 2         | 1  | 2  |

|                          | Poäng |                          | KP     |
| ------------------------ | ----- | ------------------------ | ------ |
| Aleksey Krupnyakov (KGZ) | 0–3   | Magomed Ibragimov (UZB)  | 0–3 PO |
| Krasimir Kochev (BUL)    | 2–3   | Aleksey Krupnyakov (KGZ) | 1–3 PP |
| Magomed Ibragimov (UZB)  | 4–0   | Krasimir Kochev (BUL)    | 3–0 PO |

#### Grupp 3
| Tävlande               | Spelade | Vunna | Förlorade | KP | TP |
| ---------------------- | ------- | ----- | --------- | -- | -- |
| Rustam Aghayev (AZE)   | 2       | 2     | 0         | 7  | 18 |
| Islam Bajramukov (KAZ) | 2       | 1     | 1         | 4  | 9  |
| Nico Jacobs (NAM)      | 2       | 0     | 2         | 1  | 1  |

|                        | Poäng |                        | KP     |
| ---------------------- | ----- | ---------------------- | ------ |
| Rustam Aghayev (AZE)   | 7–2   | Islam Bajramukov (KAZ) | 3–1 PP |
| Nico Jacobs (NAM)      | 0–11  | Rustam Aghayev (AZE)   | 0–4 ST |
| Islam Bajramukov (KAZ) | 7–1   | Nico Jacobs (NAM)      | 3–1 PP |

#### Grupp 4
| Tävlande               | Spelade | Vunna | Förlorade | KP | TP |
| ---------------------- | ------- | ----- | --------- | -- | -- |
| Alireza Heidari (IRI)  | 2       | 2     | 0         | 7  | 13 |
| Eldar Kurtanidze (GEO) | 2       | 1     | 1         | 5  | 8  |
| Antoine Jaoude (BRA)   | 2       | 0     | 2         | 0  | 0  |

|                        | Poäng |                        | KP     |
| ---------------------- | ----- | ---------------------- | ------ |
| Eldar Kurtanidze (GEO) | 2–3   | Alireza Heidari (IRI)  | 1–3 PP |
| Antoine Jaoude (BRA)   | 0–6   | Eldar Kurtanidze (GEO) | 0–4 TO |
| Alireza Heidari (IRI)  | 10–0  | Antoine Jaoude (BRA)   | 4–0 ST |

#### Grupp 5
| Tävlande                    | Spelade | Vunna | Förlorade | KP | TP |
| --------------------------- | ------- | ----- | --------- | -- | -- |
| Khadjimourat Gatsalov (RUS) | 2       | 2     | 0         | 6  | 6  |
| Vadim Tasoyev (UKR)         | 2       | 1     | 1         | 3  | 6  |
| Rolf Scherrer (SUI)         | 2       | 0     | 2         | 2  | 2  |

|                             | Poäng |                             | KP     |
| --------------------------- | ----- | --------------------------- | ------ |
| Rolf Scherrer (SUI)         | 1–6   | Vadim Tasoyev (UKR)         | 1–3 PP |
| Khadjimourat Gatsalov (RUS) | 3–1   | Rolf Scherrer (SUI)         | 3–1 PP |
| Vadim Tasoyev (UKR)         | 0–3   | Khadjimourat Gatsalov (RUS) | 0–3 PO |

#### Grupp 6
| Tävlande                      | Spelade | Vunna | Förlorade | KP | TP |
| ----------------------------- | ------- | ----- | --------- | -- | -- |
| Aleksandr Shemarov (BLR)      | 2       | 2     | 0         | 6  | 8  |
| Fatih Çakıroğlu (TUR)         | 2       | 1     | 1         | 5  | 5  |
| Tüvshintöriin Enkhtuyaa (MGL) | 2       | 0     | 2         | 0  | 0  |

|                               | Poäng |                               | KP     |
| ----------------------------- | ----- | ----------------------------- | ------ |
| Fatih Çakıroğlu (TUR)         | 4–0   | Tüvshintöriin Enkhtuyaa (MGL) | 4–0 TO |
| Aleksandr Shemarov (BLR)      | 3–1   | Fatih Çakıroğlu (TUR)         | 3–1 PP |
| Tüvshintöriin Enkhtuyaa (MGL) | 0–5   | Aleksandr Shemarov (BLR)      | 0–3 PO |

#### Grupp 7
| Tävlande                   | Spelade | Vunna | Förlorade | KP | TP |
| -------------------------- | ------- | ----- | --------- | -- | -- |
| Daniel Cormier (USA)       | 2       | 2     | 0         | 6  | 19 |
| Bartłomiej Bartnicki (POL) | 2       | 1     | 1         | 4  | 5  |
| Radovan Valach (AUT)       | 2       | 0     | 2         | 1  | 1  |

|                            | Poäng |                            | KP     |
| -------------------------- | ----- | -------------------------- | ------ |
| Radovan Valach (AUT)       | 0–9   | Daniel Cormier (USA)       | 0–3 PO |
| Bartłomiej Bartnicki (POL) | 4–1   | Radovan Valach (AUT)       | 3–1 PP |
| Daniel Cormier (USA)       | 10–1  | Bartłomiej Bartnicki (POL) | 3–1 PP |

### Utslagningsträd
|  | Kvartsfinaler               | Kvartsfinaler               | Kvartsfinaler |  |  | Semifinaler                 | Semifinaler                 | Semifinaler                 |   |                         | Final                   | Final                 | Final      |
|  |                             |                             |               |  |  |                             |                             |                             |   |                         |                         |                       |            |
|  | Wang Yuanyuan (CHN)         | Wang Yuanyuan (CHN)         | 1             |  |  |                             |                             |                             |   |                         |                         |                       |            |
|  | Magomed Ibragimov (UZB)     | Magomed Ibragimov (UZB)     | 4             |  |  | Magomed Ibragimov (UZB)     | Magomed Ibragimov (UZB)     | 6                           |   |                         |                         |                       |            |
|  | Rustam Aghayev (AZE)        | Rustam Aghayev (AZE)        | 0             |  |  | Alireza Heidari (IRI)       | Alireza Heidari (IRI)       | 4                           |   |                         |                         |                       |            |
|  | Alireza Heidari (IRI)       | Alireza Heidari (IRI)       | 5             |  |  |                             |                             |                             |   | Magomed Ibragimov (UZB) | Magomed Ibragimov (UZB) | 1                     |            |
|  | Khadjimourat Gatsalov (RUS) | Khadjimourat Gatsalov (RUS) | 3             |  |  |                             | Khadjimourat Gatsalov (RUS) | Khadjimourat Gatsalov (RUS) | 4 |                         |                         |                       |            |
|  | Aleksandr Shemarov (BLR)    | Aleksandr Shemarov (BLR)    | 0             |  |  | Khadjimourat Gatsalov (RUS) | Khadjimourat Gatsalov (RUS) | 5                           |   |                         |                         |                       |            |
|  |                             |                             |               |  |  | Daniel Cormier (USA)        | Daniel Cormier (USA)        | 0                           |   |                         | Bronsmatch              | Bronsmatch            | Bronsmatch |
|  |                             |                             |               |  |  |                             |                             |                             |   |                         |                         |                       |            |
|  |                             |                             |               |  |  |                             |                             |                             |   |                         | Alireza Heidari (IRI)   | Alireza Heidari (IRI) | 3          |
|  |                             |                             |               |  |  |                             |                             |                             |   |                         | Daniel Cormier (USA)    | Daniel Cormier (USA)  | 2          |

|  | 5:e plats |                      |    |  |
|  |           |                      |    |  |
|  | 1         | Wang Yuanyuan (CHN)  |    |  |
|  | 1         | Wang Yuanyuan (CHN)  |    |  |
|  | 2         | Rustam Aghayev (AZE) | TO |  |